# Midge Hall
Midge Hall – wieś w Anglii, w hrabstwie Lancashire, w dystrykcie South Ribble. Leży 43 km na północny zachód od miasta Manchester i 301 km na północny zachód od Londynu.